# Geox
Die Geox S.p.A. ist ein börsennotiertes italienisches Modeunternehmen mit Sitz in Montebelluna. Das Unternehmen ist bekannt für die unter der Marke Geox vertriebenen Schuhe.

## Geschichte
Mario Moretti Polegato entdeckte zufällig, dass sich das Mikroklima in Schuhen verbessern lässt, indem man Löcher in die Sohle bohrt, und entwickelte daraufhin eine neue Schuhsohle. In den 1990er Jahren versuchte Geox in Zusammenarbeit mit u. a. Elefanten (Kinderschuhen) sein Konzept am Markt zu etablieren. Nachdem er erfolglos versucht hatte, seine Idee bei etablierten Herstellern zu verkaufen, gründete er 1995 sein eigenes Unternehmen und begann mit der Produktion. 1999 erweiterte es sein Angebot um Oberbekleidung unter der Marke Geox apparel. 2000 begann die Internationalisierung, die ersten Geschäfte außerhalb Italiens wurden eröffnet. Am 1. Oktober 2004 erfolgte der Börsengang, das Unternehmen ist seitdem an der Mailänder Börse gelistet. 2008 nahm Geox Sportschuhe in sein Programm auf, 2009 Golfschuhe.

## Geschäftstätigkeit

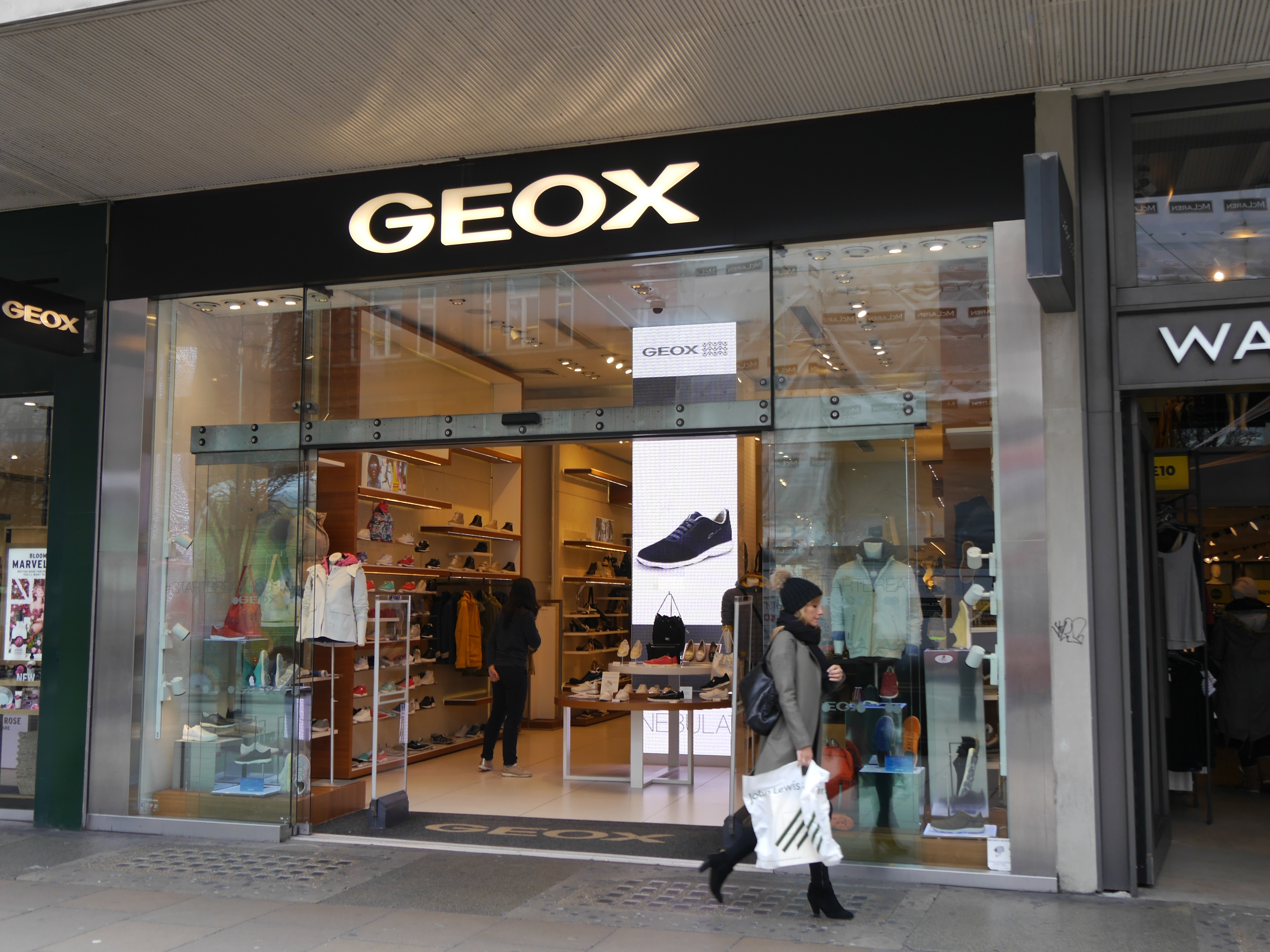
Geox-Store in London

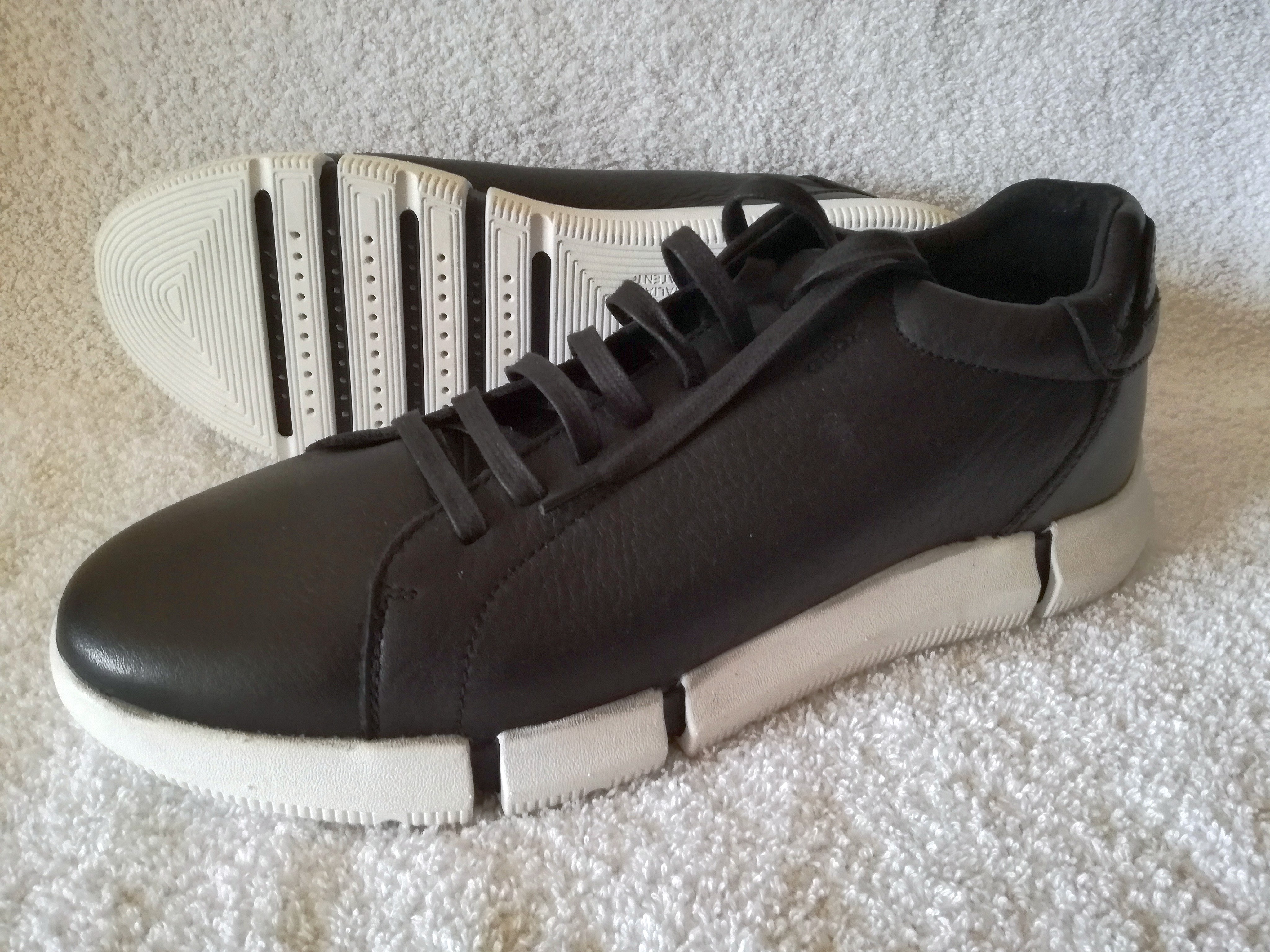
Geox-Schuhe

Mit einem Umsatzanteil von über 90 % im Jahr 2016 stellen Schuhe das bei weitem wichtigste Produkt des Unternehmens dar. Die Produkte werden sowohl über den Fachhandel als auch über die weltweit 974 eigenen Shops (Mono-Label-Stores) vertrieben.
In Österreich betrieb bis 2011 Stiefelkönig, der der BAWAG gehört, als Franchisenehmer 20 Filialen. Anfang des Jahres verkaufte die BAWAG diese an den Franchisegeber selbst.
Der wichtigste Markt für Geox ist Italien, wo 2019 etwa ein Drittel des Umsatzes erwirtschaftet wurde.

## Aktie
Im März 2008 wurde die Aktie von Geox S.p.A. in den S&P MIB Index, den Standardwerte-Index der Mailänder Börse, aufgenommen. Heute ist sie im FTSE Italia Mid Cap gelistet.
Haupteigner ist die Familie Polegato, die 71,1 % der Aktien hält; der Rest befindet sich in Streubesitz.

## Öffentlichkeitsarbeit
Geox war Hauptsponsor des Radsportteams Geox-TMC. Seit 2011 ist Geox Schuhausrüster von Red Bull Racing. Seit 2018 fungiert Geox als Titelsponsor von Dragon Racing in der FIA-Formel-E-Meisterschaft.